# Chudoba (Lasowice Wielkie)
Pour les articles homonymes, voir Chudoba.
Chudoba est une localité polonaise de la gmina de Lasowice Wielkie, située dans le powiat de Kluczbork en voïvodie d'Opole.

## Histoire
De 1742 à 1945, Kudoba fait partie de l'arrondissement de Rosenberg-en-Haute-Silésie dans le district d'Oppeln au sein de la province de Silésie.